# Misión Ribas
La Misión Ribas (nombrada así por el prócer venezolano José Félix Ribas) es un programa educativo venezolano que el gobierno de Hugo Chávez ha desarrollado desde noviembre de 2003, con la finalidad de incluir a todas aquellas personas que no han podido culminar sus estudios de bachillerato o secundaria.
No es un derivado de la Misión Robinson (la cual está para "instruir" a población analfabeta), sino que es para quienes tengan instrucción de educación básica. Dentro de este marco, se provee el otorgamiento de 100.000 becas a aquellas personas que deseen culminar su bachillerato y posean escasos recursos económicos. Una vez finalizados los estudios secundarios, se planifica la incorporación laboral de los participantes en los sectores energético, petrolero, y minero, o podrán seguir sus estudios en la Misión Sucre.

Ha habido muchas preocupaciones sobre la efectividad de esta y otras misiones. Incluso Chávez ha expresado su preocupación por el alto número de personas que abandonan la escuela o no continúan con la Misión Sucre o Educación Superior. La diputada oficialista Pastora Medina admitió que:
“hay denuncias sobre la forma en que se otorgan las becas. Hay poco compromiso de los alumnos y de los docentes de la Misión Ribas y eso ha llevado a un mal desarrollo”.
En la zona de Caricuao, en Caracas, hay 300 alumnos matriculados, pero solo ocho van a clases".

## Objetivo de la misión
El objetivo fundamental de la misión 
beneficiar a todos los ciudadanos sin importar su edad, que quieran terminar sus estudios secundarios luego de haber cursado la primaria bien sea derivada de la Misión Robinson o de la educación convencional. También tiene como objetivo proporcionar a la población venezolana acceso y participación a un sistema educativo sin exclusión y de "calidad", que facilite su incorporación al aparato productivo nacional y al sistema de educación superior, mejorando su calidad de vida a corto y mediano plazo, otorgando participación al pueblo en decisiones del país sin ser excluidos.

## Financiamiento

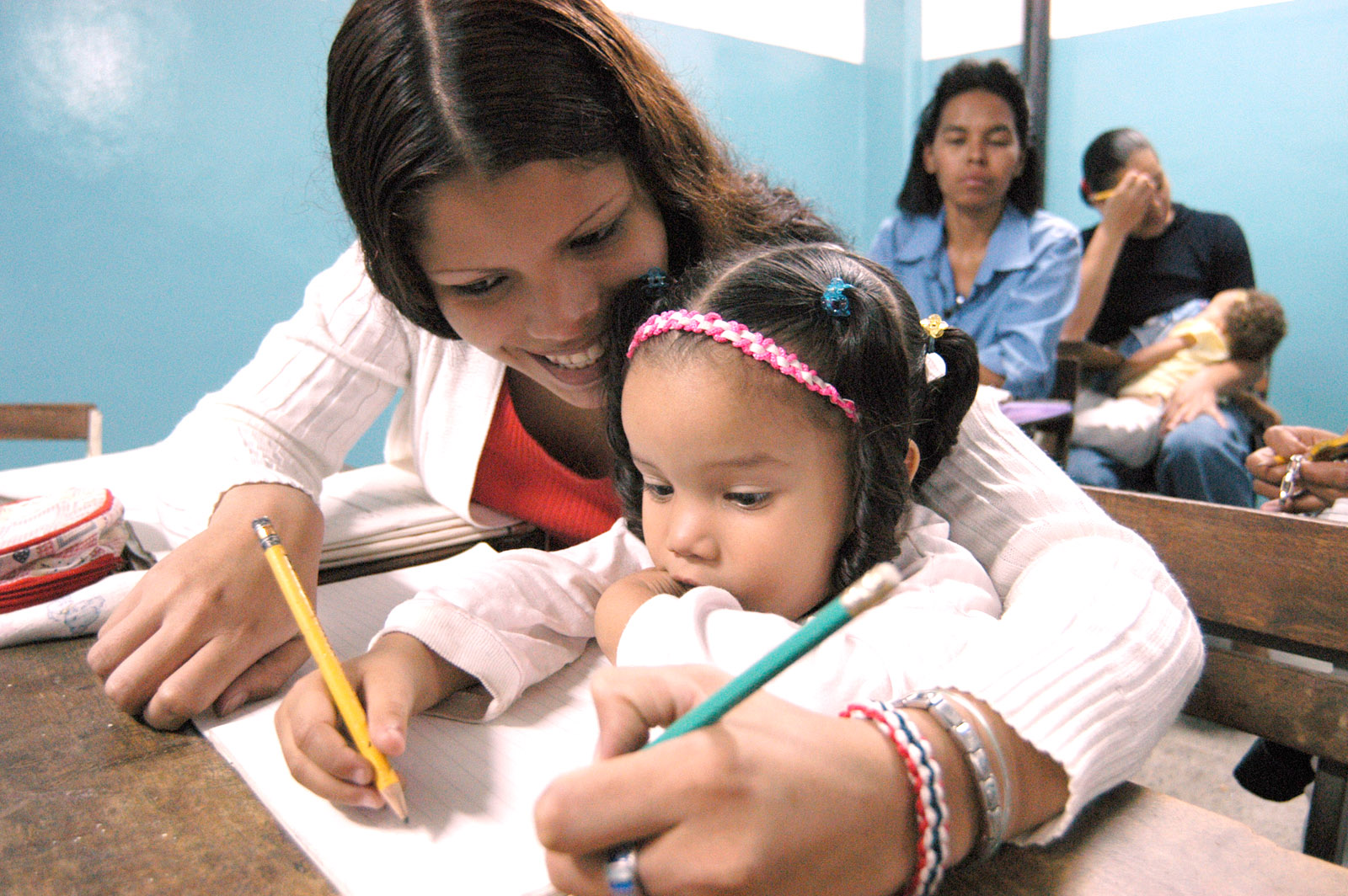
Plan Piloto-Misión Ribas, una madre de 22 años asiste a sus clases con su hija de 3 años. Parroquia San Agustín del Sur, Caracas el 6 de febrero de 2004.

La estatal Petróleos de Venezuela (PDVSA) es un gran contribuyente a Misión Ribas. En 2009 se destinaron a la misión 2.100 millones de dólares, que según PDVSA fueron "recursos que han resultado en la emisión de 159.749 becas" y ayudaron a 632.623 venezolanos a obtener "el título de Licenciado de la República Bolivariana de Venezuela". En un artículo del The New York Times de 2007, se informó que "la mayoría de los estudiantes también reciben estipendios de $ 85 por mes para asistir" y que "los propios estudiantes eligen quién recibe los estipendios, según la necesidad y la dedicación".

### Brigadas de Producción Socialista
En mayo de 2009, el ministro y Presidente de PDVSA, Rafael Ramírez, creó Brigadas de la Producción Socialista de ex egresados que pretendían “constituir el fin de promover la participación comunitaria y la inclusión del voluntariado a través de la ejecución de proyectos socialistas orientados a la ejecución de obras y servicios para satisfacer las necesidades de los diferentes sectores".

## Críticas
Muchas personas están en desacuerdo con el hecho de que las clases se impartan mediante formatos audiovisuales, es decir, donde el profesor es la persona que da la explicación a través de una cinta de vídeo. "Si un alumno tiene dudas con respecto al tema, el instructor o facilitador que está presente en el aula se limita a retroceder la cinta hasta el punto en el cual el alumno logra comprender el contenido" dicen los críticos[cita requerida]. Esta ocurrencia carece de asidero en la verdad, según las personas que asisten a recibir clases[cita requerida]; puesto que el facilitador tiene la capacidad de emplear herramientas o métodos si lo requiriese al momento de que la vencedora o el vencedor tenga alguna duda o no comprenda a su cabalidad el tema desarrollado.
Las clases impartidas por medio del televisor, se dan con la ayuda de un facilitador(a) que es el encargado de asegurar que los estudiantes o "vencedores" entiendan las lecciones dadas, revisando las actividades independientes y demás trabajos que los estudiantes realizan con la ayuda y apoyo del mismo. Las clases por vídeos están completamente apoyadas con material para ejercitar los contenidos y articuladas de manera tal que junto a la imagen del facilitador, los estudiantes puedan entender las lecciones.
La “Misión Ribas” no constituye un plan más de alfabetización, así como tampoco explica cómo el título de bachiller a ser otorgado a quienes cursen los programas de la “Misión Ribas” tienen el mismo valor que los títulos otorgados a quienes cursen los programas oficiales del Ministerio de Educación. Entendemos el valor del título por lo representa y no para establecer discriminaciones, pues la credencial académica debe ser fiel reflejo de los estudios cursados en un tiempo determinado, con unos instructores o profesores calificados, etc. Entonces vemos una gran contradicción, ya que esta política autodenominada “no excluyente”, a la postre terminará excluyendo a quienes cursen los programas oficiales de educación, amén de los maestros y profesores, como en efecto ocurre con los médicos venezolanos en la “misión” antes referida.

### Enseñanza de la ideología
Existen otras personas, no afectas al gobierno del presidente, que aseguran que ciertos contenidos se encuentran notoriamente politizados. Indican que los vídeos como los de historia y geografía de Venezuela (que se ven a partir del tercer y cuarto semestre), cuentan la historia reciente de manera subjetiva. Para la actualidad el perfil de los facilitadores está siendo modificado con fines de mejorar aún más la "calidad" académica de los "vencedores", pues se les exige a los facilitadores explicar la clase, cosa que antes la asesoría cubana no compartía[cita requerida]. Existe un Coordinador de plantel que coordina, dirige y administra los ambientes de cada sección, semestre y nivel.
Los funcionarios de Misión Ribas afirmaron que "La formación política e ideológica... es la calificación máxima para un facilitador". Los funcionarios de Ribas dieron a los estudiantes largas charlas sobre el apoyo al gobierno venezolano, especialmente durante el referéndum constitucional de 2007 cuando un funcionario de Las Torres les dijo a los estudiantes que "asistieran a marchas y manifestaciones callejeras de apoyo a Chávez".